# Copa de Honor Municipalidad de Buenos Aires
De Copa de Honor Municipalidad de Buenos Aires was een Argentijns voetbaltoernooi dat  gespeeld werd tussen 1905 en 1920 en nog één keer in 1936. Er namen enkel teams deel uit Groot-Buenos Aires en Rosario. De winnaar kwalificeerde zich voor de Copa de Honor Cousenier. De laatste editie in 1936 werd niet in bekervorm gespeeld,  maar in groepsfase.

## Finales
| Jaar | Winnaar                   | Runner-up                | Score         |
| ---- | ------------------------- | ------------------------ | ------------- |
| 1905 | Alumni Athletic Club      | Quilmes AC               | 1-0           |
| 1906 | Alumni Athletic Club      | Estudiantes Buenos Aires | 3-1           |
| 1907 | Belgrano AC               | Quilmes AC               | 3-1           |
| 1908 | Quilmes AC                | CA Porteño               | 2-1           |
| 1909 | CA San Isidro             | Estudiantes Buenos Aires | 8-1           |
| 1910 | (geannuleerd)             | (geannuleerd)            | (geannuleerd) |
| 1911 | CA Newell's Old Boys      | CA Porteño               | 3-2           |
| 1912 | Racing Club               | CA Newell's Old Boys     | 3-0           |
| 1913 | Racing Club               | Estudiantes Buenos Aires | 5-1           |
| 1915 | Racing Club               | Tiro Federal             | 2-1           |
| 1916 | Rosario Central           | CA Independiente         | 1-0           |
| 1917 | Racing Club               | CA River Plate           | 3-1           |
| 1918 | CA Independiente          | CA Platense              | 1-0           |
| 1920 | CA Banfield               | CA Boca Juniors          | 2-1           |
| 1936 | CA San Lorenzo de Almagro | CA Huracán               | –             |